# Катастрофа Як-40 под Ленинабадом
Катастрофа Як-40 под Ленинабадом — авиационная катастрофа, произошедшая в ночь четверга 3 сентября 1970 года в горах Ленинабадской области. Авиалайнер Як-40 Душанбинского ОАО предприятия «Аэрофлот» выполнял регулярный пассажирский рейс Ш-4 по маршруту Фрунзе — Ленинабад — Душанбе, но при заходе на посадку лайнер значительно отклонился влево, после чего врезался в гору Айри-Таш у кишлака Ошоба в Аштском районе Ленинабадской области и полностью разрушился. Погибли все 21 человек на борту: 18 пассажиров и 3 членов экипажа.
Это первая авиационная катастрофа (и первое происшествие в целом) в истории самолёта Як-40.
Согласно результатам расследования, экипаж нарушил НПП ГА-76 и НШС ГА-62 по использованию навигационных средств, которое направило самолёт в горы. Также причинами катастрофы явилось снижение самолёта по ППП при полёте в горной местности диспетчерами аэропортов Коканд и Ленинабад, несмотря на незнание его фактического местоположения, и неиспользование технических средств для контроля за движением.

## Самолёт
Як-40 с бортовым номером 87690 (заводской — 9910503, серийный — 03-05) был выпущен Саратовским авиационным заводом 1 марта 1969 года и передан Министерству гражданской авиации, которое к 12 марта направило его в Душанбинский авиаотряд Таджикского управления гражданской авиации. Его салон имел вместимость на 24 пассажира. На момент катастрофы авиалайнер имел 1020 часов налёта и 1344 посадки.

## Экипаж
Як-40 пилотировал экипаж из 186-го лётного отряда, в состав которого входили трое человек:
- Командир воздушного судна (КВС) — Владимир Фёдорович Сутормин;
- Второй пилот — Геннадий Васильевич Карпов;
- Бортмеханик — Владимир Тимофеевич Шашкин.

## Катастрофа
3 сентября 1970 года, ночью в 20:24 по местному времени (KGT) (17:24 МСК) рейс Ш-4 с 18 пассажирами и 3 членами экипажа вылетел из Фрунзенского аэропорта, а рейс выполнял Як-40 борт СССР-87960, летящий из Фрунзе в Душанбе с промежуточной остановкой в Ленинабаде. Набрав высоту, лайнер занял эшелон полёта 6600 метров (FL220), после чего направился в Ленинабад через ОПРС Чалдовар, Нарын-ГЭС, Наманган и Коканд при относительно простых метеоусловиях. Всего на его борту находился 21 человек: 18 пассажиров и 3 членов экипажа.
Пролетев Нарын-ГЭС, экипаж получил указание снизиться до эшелона 5700 метров. С этого момента авиалайнер отклонился с маршрута и летел теперь в 30—50 километрах северней. Тем не менее, экипаж докладывал диспетчеру Кокандского аэропорта о пролёте Намангана и Коканда. Диспетчер при этом не вёл контроль за полётом самолёта и не знал, где тот на самом деле находится, однако дал разрешение снижаться до эшелона 3300 метров. В итоге Як-40 опустился в район гор, которые были выше его высоты полёта. Затем диспетчер в Коканде раньше времени дал указание экипажу переходить на связь с диспетчером Ленинабадского аэропорта, при этом не предупредил коллегу в Ленинабаде и экипаж самолёта, что радиолокационный контроль отсутствовал.
В 21:21 экипаж связался с диспетчером Ленинабадского аэропорта и доложил о пролёте Канибадама на эшелоне 3300 метров. Не зная, где в реальности находится самолёт, диспетчер разрешил снижаться до высоты 2100 метров. Когда он увидел по радиопеленгатору, что Як-40 отклоняется влево, а на индикаторе радиолокатора его отметка отсутствует, то есть самолёт был закрыт горами, то не стал давать указаний для набора высоты и возвращения на установленную трассу. Пилоты в свою очередь не использовали имеющиеся технические средства самолётовождения и не стали возвращаться на заданную линию пути.
В 21:26 (18:26 МСК) летящий в темноте Як-40 на высоте 2100 метров и со скоростью 500 км/ч в 90 километрах от аэропорта Ленинабада врезался в гору Айри-Таш высотой 2300 метров и полностью разрушился. Все находящиеся на его борту (21 человек) погибли.

## Причины
1. Нарушение экипажем НПП ГА-66 и НШС ГА-62 по использованию наземных и самолётных средств навигации для полёта по линии заданного пути, что привело к уклонению в сторону гор
2. Снижение самолёта по ППП при полёте в горной местности диспетчерами аэропортов Коканд и Ленинабад, несмотря на незнание его фактического местоположения, и неиспользование технических средств для контроля за движением.

Сопутствующий фактор: слабая штурманская подготовка КВС и второго пилота, отсутствие опыта полётов по ППП на Як-40. Оба они недавно переучились на Як-40 с Ил-14 и Ан-2. Они имели опыт в основном визуальных полетов. При переучивании на Як-40 во время тренировки полетов по ППП не использовались шторки в связи с их отсутствием на данном типе.— 